# Lily Carlstedtová
Lily Marie Louise Carlstedtová, později Kelsbyová (5. března 1926 – 14. června 2002), byla dánská sportovkyně, která soutěžila hlavně v hodu oštěpem.
Startovala za Dánsko na letních olympijských hrách v roce 1948 v Londýně, kde získala bronzovou medaili v hodu oštěpem a na letních olympijských hrách v roce 1952 v Helsinkách.